# Liste der Einträge im National Register of Historic Places im Multnomah County
Liste der Einträge im National Register of Historic Places in Multnomah County, Oregon, außerhalb der Stadt Portland, in das National Register of Historic Places eingetragenen Gebäude, Bauwerke, Objekte, Stätten oder historischen Distrikte.

## In der Stadt Portland
Siehe:
- Liste der Einträge im National Register of Historic Places in North Portland
- Liste der Einträge im National Register of Historic Places in Northeast Portland
- Liste der Einträge im National Register of Historic Places in Northwest Portland
- Liste der Einträge im National Register of Historic Places in Southeast Portland
- Liste der Einträge im National Register of Historic Places in Southwest Portland (etwa 217 Einträge)

## Außerhalb Portland

### Auflistung
| [ 1 ] | Name                                        | Bild                                        | Eintragsdatum                 | Lage                                                                                       | Ort                                           | Beschreibung                                                                                      |
| ----- | ------------------------------------------- | ------------------------------------------- | ----------------------------- | ------------------------------------------------------------------------------------------ | --------------------------------------------- | ------------------------------------------------------------------------------------------------- |
| 1     | Emanuel and Christina Anderson House        | Emanuel and Christina Anderson House        | 22. Mai 2005 ID-Nr. 05000448  | 1420 SE Roberts Avenue 45° 29′ 10,8″ N, 122° 25′ 0,5″ W                                    | Gresham                                       |                                                                                                   |
| 2     | Rae Selling Berry Garden and House          | weitere Bilder                              | 31. Dez. 2002 ID-Nr. 02001637 | 11505 SW Summerville Avenue 45° 26′ 32,6″ N, 122° 39′ 42,8″ W                              | Portland                                      |                                                                                                   |
| 3     | Bonneville Dam Historic District            | Bonneville Dam Historic District            | 9. Apr. 1986 ID-Nr. 86000727  | zwischen Interstate 84 und Washington State Route 14 45° 38′ 29″ N, 121° 56′ 40,6″ W       | Bonneville (und North Bonneville, Washington) | Erbaut in den 1930, Dammbauwerk mit hydroelectrischen Kraftwerk, Leistung: 500.000 kW.            |
| 4     | Bybee–Howell House                          | weitere Bilder                              | 5. Nov. 1974 ID-Nr. 74001716  | 13901 NW Howell Park Road 45° 38′ 29″ N, 122° 49′ 7,9″ W                                   | Sauvie Island                                 |                                                                                                   |
| 5     | Columbia River Highway Historic District    | weitere Bilder                              | 12. Dez. 1983 ID-Nr. 83004168 | Straße entlang des Columbia River 45° 32′ 23,1″ N, 122° 14′ 38,8″ W                        | Troutdale bis The Dalles                      | Erbaut zwischen 1913 and 1922, vor allem zur Förderung des Tourismus für den Columbia River Gorge |
| 6     | Elliott R. Corbett House                    | Elliott R. Corbett House                    | 3. Okt. 1996 ID-Nr. 96001070  | 01600 SW Greenwood Road 45° 26′ 1,2″ N, 122° 39′ 43,5″ W                                   | Portland (Umgebung)                           | Erbaut 1915, Baustil: Colonial Revival, Wohnhaus nach dem Entwurf von Whitehouse and Fouilhoux    |
| 7     | H. L. and Gretchen Hoyt Corbett House       | H. L. and Gretchen Hoyt Corbett House       | 28. Feb. 1991 ID-Nr. 91000129 | 01405 SW Corbett Hill Circle 45° 26′ 18,8″ N, 122° 39′ 50,4″ W                             | Portland                                      |                                                                                                   |
| 8     | Maurice Crumpacker House                    | weitere Bilder                              | 23. Okt. 1992 ID-Nr. 92001378 | 12714 SW Iron Mountain Boulevard 45° 25′ 58,9″ N, 122° 39′ 30,1″ W                         | Portland (Umgebung)                           |                                                                                                   |
| 9     | Fairview City Jail                          | Fairview City Jail                          | 23. Mai 2016 ID-Nr. 16000290  | 120 1st Street 45° 32′ 21,8″ N, 122° 26′ 1,4″ W                                            | Fairview                                      |                                                                                                   |
| 10    | Roy and Leola Gangware House                | Roy and Leola Gangware House                | 23. Feb. 1990 ID-Nr. 90000284 | 4848 SW Humphrey Boulevard 45° 30′ 16,5″ N, 122° 43′ 35,1″ W                               | Portland                                      |                                                                                                   |
| 11    | William Gedamke House                       | William Gedamke House                       | 13. Nov. 1989 ID-Nr. 89001970 | 1304 E Powell Boulevard 45° 29′ 51,6″ N, 122° 25′ 6,4″ W                                   | Gresham                                       | Erbaut ca. 1900, Baustil Queen-Anne-Stil                                                          |
| 12    | Andreas Graf House                          | Andreas Graf House                          | 13. Nov. 1980 ID-Nr. 80003356 | 44222 SE Loudon Road 45° 30′ 39,7″ N, 122° 12′ 29,3″ W                                     | Corbett                                       | Erbaut 1985, Baustil ursprünglich Carpenter Gothic, 1891 umgestaltet zum Queen-Anne-Stil.         |
| 13    | Gresham Carnegie Library                    | weitere Bilder                              | 24. Jan. 2000 ID-Nr. 99001715 | 410 N Main Street 45° 30′ 1,9″ N, 122° 25′ 50,6″ W                                         | Gresham                                       |                                                                                                   |
| 14    | Charles Hunter Hamlin House                 | Charles Hunter Hamlin House                 | 7. Juni 2016 ID-Nr. 16000346  | 1322 SE 282nd Avenue 45° 29′ 12,9″ N, 122° 22′ 20,3″ W                                     | Gresham                                       |                                                                                                   |
| 15    | Fred Harlow House                           | Fred Harlow House                           | 16. Feb. 1984 ID-Nr. 84003078 | 726 E Historic Columbia River Highway 45° 32′ 17,3″ N, 122° 22′ 57,1″ W                    | Troutdale                                     |                                                                                                   |
| 16    | Pierre Rossiter and Charlotte Hines House   | Pierre Rossiter and Charlotte Hines House   | 20. Juni 2002 ID-Nr. 02000660 | 02393 SW Military Road 45° 26′ 33,7″ N, 122° 39′ 17,5″ W                                   | Portland                                      |                                                                                                   |
| 17    | Dr. Herbert H. Hughes House                 | Dr. Herbert H. Hughes House                 | 5. Sep. 2001 ID-Nr. 01000932  | 1229 W Powell Boulevard 45° 29′ 50,7″ N, 122° 26′ 40,4″ W                                  | Gresham                                       |                                                                                                   |
| 18    | Joseph Jacobberger Country House            | weitere Bilder                              | 24. Jan. 2011 ID-Nr. 10001171 | 5545 SW Sweetbriar Street 45° 29′ 56″ N, 122° 44′ 4″ W                                     | Portland                                      | Erbaut 1916, Architekt: Joseph Jacobberger (1869–1930)                                            |
| 19    | C. Hunt and Gertrude McClintock Lewis House | C. Hunt and Gertrude McClintock Lewis House | 3. März 2015 ID-Nr. 15000054  | 11645 SW Military Lane 45° 26′ 26,8″ N, 122° 39′ 12,3″ W                                   | Portland                                      |                                                                                                   |
| 20    | Louise Home Hospital and Residence Hall     | Louise Home Hospital and Residence Hall     | 10. Sep. 1987 ID-Nr. 87001556 | 722 NE 162nd Avenue 45° 31′ 41,5″ N, 122° 29′ 44,6″ W                                      | Gresham                                       |                                                                                                   |
| 21    | Donald and Ruth McGraw House                | Donald and Ruth McGraw House                | 3. Sep. 2001 ID-Nr. 01000935  | 01845 SW Military Road 45° 26′ 22,4″ N, 122° 39′ 35″ W                                     | Portland                                      |                                                                                                   |
| 22    | Multnomah County Poor Farm                  | weitere Bilder                              | 1. Juni 1990 ID-Nr. 90000844  | 2126 SW Halsey Street 45° 32′ 13,2″ N, 122° 24′ 24,4″ W                                    | Troutdale                                     |                                                                                                   |
| 23    | Multnomah Falls Lodge and Footpath          | weitere Bilder                              | 22. Apr. 1981 ID-Nr. 81000512 | Historic Columbia River Highway, nordöstlich von Bridal Veil 45° 34′ 38,1″ N, 122° 7′ 2″ W | Bridal Veil (Umgebung)                        |                                                                                                   |
| 24    | E. J. O'Donnell House                       | E. J. O'Donnell House                       | 28. Jan. 1994 ID-Nr. 93001564 | 5535 SW Hewett Boulevard 45° 30′ 16″ N, 122° 44′ 3,7″ W                                    | Portland                                      |                                                                                                   |
| 25    | Charles and Fae Olson House                 | weitere Bilder                              | 7. Sep. 2007 ID-Nr. 07000921  | 765 SW Walters Road 45° 29′ 29,7″ N, 122° 26′ 1,6″ W                                       | Gresham                                       |                                                                                                   |
| 26    | David and Marianne Ott House                | David and Marianne Ott House                | 20. Apr. 2015 ID-Nr. 15000167 | 2075 SE Palmblad Road 45° 28′ 56,8″ N, 122° 24′ 14,2″ W                                    | Gresham                                       |                                                                                                   |
| 27    | John V. G. Posey House                      | John V. G. Posey House                      | 17. Okt. 1990 ID-Nr. 90001517 | 02107 SW Greenwood Road 45° 26′ 11,4″ N, 122° 39′ 26,4″ W                                  | Portland                                      |                                                                                                   |
| 28    | Dr. A. E. and Phila Jane Rockey House       | weitere Bilder                              | 2. Dez. 1985 ID-Nr. 85003036  | 10263 SW Riverside Drive 45° 27′ 2,6″ N, 122° 39′ 37,4″ W                                  | Portland                                      |                                                                                                   |
| 29    | Percy A. Smith House                        | Percy A. Smith House                        | 22. Feb. 1991 ID-Nr. 91000135 | 01837 SW Greenwood Road 45° 26′ 10,9″ N, 122° 39′ 37,6″ W                                  | Portland                                      |                                                                                                   |
| 30    | Stanley C. E. Smith House                   | Stanley C. E. Smith House                   | 19. Juni 1991 ID-Nr. 91000796 | 01905 SW Greenwood Road 45° 26′ 11,2″ N, 122° 39′ 30,5″ W                                  | Portland (Umgebung)                           |                                                                                                   |
| 31    | Springdale School                           | weitere Bilder                              | 25. Okt. 2011 ID-Nr. 11000771 | 32405 E Historic Columbia River Highway 45° 31′ 9,8″ N, 122° 19′ 46,5″ W                   | Corbett (Umgebung)                            |                                                                                                   |
| 32    | Sunken Village Archeological Site (35MU4)   | Sunken Village Archeological Site (35MU4)   | 20. Dez. 1989 ID-Nr. 89002455 | Adresse nicht veröffentlicht                                                               | Sauvie Island                                 | Archäologische Stätte, einstmals ein Dorf der Chinookan                                           |
| 33    | Troutdale Methodist Episcopal Church        | Troutdale Methodist Episcopal Church        | 9. Sep. 1993 ID-Nr. 93000921  | 302 SE Harlow Street 45° 32′ 21″ N, 122° 23′ 10,2″ W                                       | Troutdale                                     |                                                                                                   |
| 34    | View Point Inn                              | weitere Bilder                              | 28. Feb. 1985 ID-Nr. 85000367 | 40301 NE Larch Mountain Road 45° 31′ 58,6″ N, 122° 14′ 54,5″ W                             | Corbett                                       | Architekt: Carl L. Linde                                                                          |
| 35    | Vista House                                 | weitere Bilder                              | 5. Nov. 1974 ID-Nr. 74001705  | Historic Columbia River Highway 45° 32′ 22,5″ N, 122° 14′ 39,8″ W                          | Crown Point                                   |                                                                                                   |
| 36    | Whidden–Kerr House and Garden               | Whidden–Kerr House and Garden               | 13. Okt. 1988 ID-Nr. 88001039 | 11648 SW Military Lane 45° 26′ 29,2″ N, 122° 39′ 7,8″ W                                    | Portland                                      | Erbaut 1901, Architekt: William M. Whidden, Baustil: Prairie School                               |
| 37    | Theodore B. Wilcox Country Estate           | Theodore B. Wilcox Country Estate           | 19. Feb. 1993 ID-Nr. 93000019 | 3707 SW 52nd Place 45° 29′ 46,5″ N, 122° 43′ 46,3″ W                                       | Portland                                      |                                                                                                   |
| 38    | Jacob Zimmerman House                       | Jacob Zimmerman House                       | 5. Juni 1986 ID-Nr. 86001226  | 17111 NE Sandy Boulevard 45° 32′ 55″ N, 122° 29′ 13,9″ W                                   | Gresham                                       |                                                                                                   |

## Quelle
- https://www.nationalregisterofhistoricplaces.com/or/multnomah/state.html  (inoffiziell)